# Aïn Sekhouna
Aïn Sekhouna (em árabe: العين السخونة) é uma comuna localizada na província de Saïda, Argélia. De acordo com o censo de 2008, a população total da cidade era de 7 129 habitantes.